# Williams FW43
A Williams FW43 egy Formula–1-es versenyautó, amelyet a Williams Racing tervezett a 2020-as és a 2021-es Formula–1 világbajnokságra. A csapat két pilótája George Russell és az újonc Nicholas Latifi, illetve 2020-ban a Russellt helyettesítő Jack Aitken. A csapat négy tesztpilótát is foglalkoztatott Jack Aitken, Dan Ticktum, Roy Nissany és Jamie Chadwick személyében. Az autó fő tervezőpárosa a Red Bulltól és a Renault-tól érkezett David Worner és Jonathan Carter.
Eredetileg a 2020-as Formula–1 ausztrál nagydíjon debütált volna az FW43-as, azonban a koronavírus-járvány miatt megcsonkított szezon csak Ausztriában indult el. Ugyancsak emiatt elhalasztotta az FIA az új szabályrendszer bevezetését a Formula–1-ben egy évvel, azaz az autó a 2021-es idényben is szerepelt, kissé áttervezett kasztnival, FW43B néven.

## Áttekintés
A csapat két új főtervezője azon volt, hogy a korábbi tervezési fiaskókat feledtessék. Az FW43-as végső soron az FW42-es jelentős mértékben továbbfejlesztett verziója, amely jó kiindulási alapnak tűnt. A legfeltűnőbb változások az oldaldobozoknál voltak, ugyanis azok tetejétől az autó hátulja felé haladva egy éles lejtés található, hogy a levegő könnyedebben áramolhasson a padlólemez felé. Ehhez hasonló kialakítást 2012-ben láthattunk utoljára a Red Bull RB8-ason és a Sauber C31-esen. Ezzel együtt csökkent az oldaldobozokon látható légbeömlők mérete is, az oldaluk pedig lapos lett. Az elődhöz képest jobban az aerodinamika része lett a visszapillantó tükör és az ahhoz kapcsolódó elemek.

## FW43: a 2020-as szezon

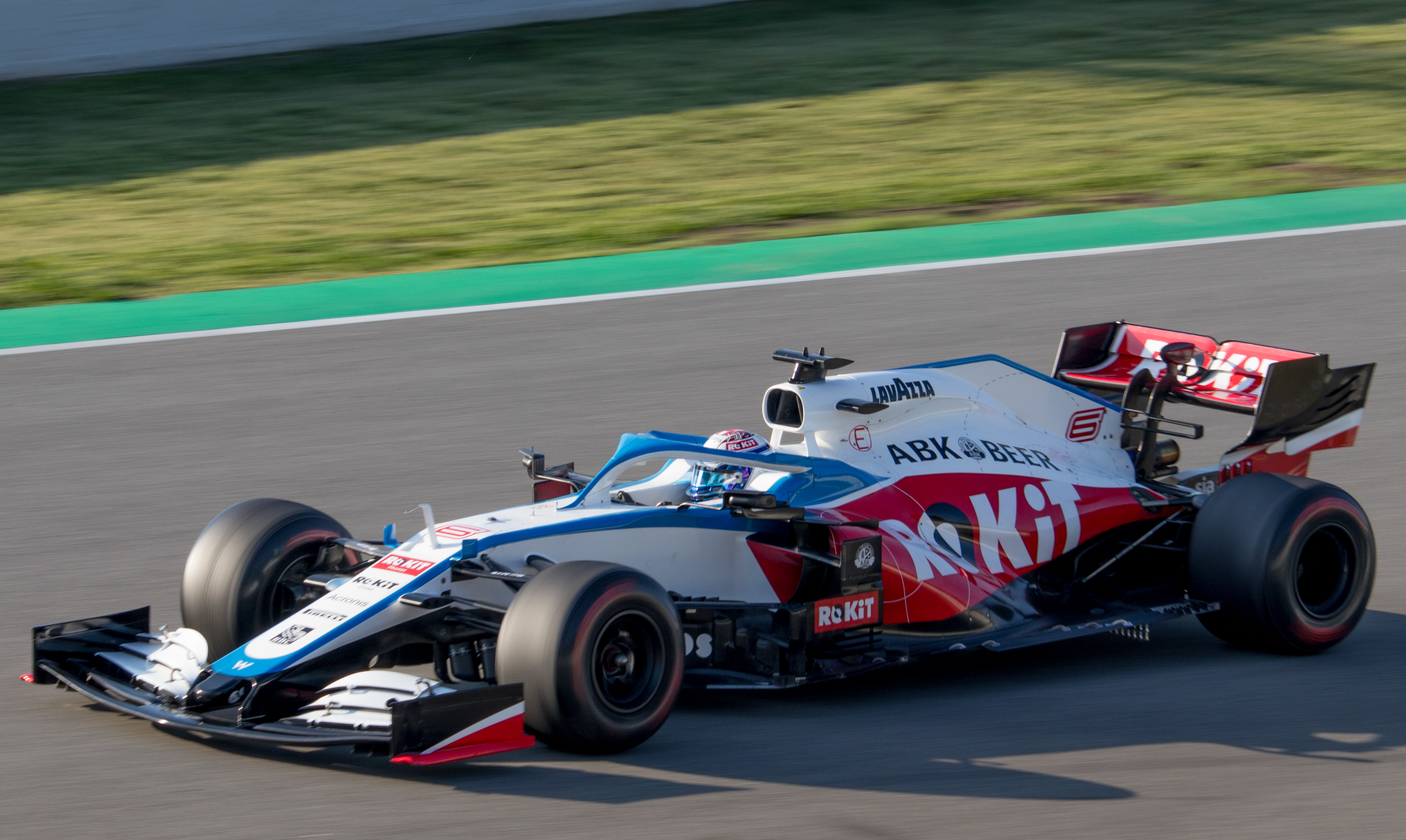
Az FW43-as eredeti festése a 2020-as szezon előtti teszten

Miután az előző év katasztrofálisan alakult és a tesztek első két napját ki is kellett hagyniuk, jelentős morális löketet adott nekik, hogy a 2020-as tesztidény során ők gurulhattak ki először. George Russell szerint bár az autó még mindig lassabb, mint a riválisoké, az előző évhez képest jelentős előrelépést könyvelhettek el.
A csapatnál ebben az évben debütált Nicholas Latifi a 6-os számot választotta saját rajtszámul, mert szülővárosa, Toronto beceneve "The Big Six".
A teszteken a csapat látványos, kék-fehér-piros festéssel jelent meg a főszponzor ROKiT-nek köszönhetően. Ez a festés azonban sosem versenyzett élesben, mert az elcsúsztatott szezonkezdet előtt a főszponzor felmondta a szerződést. Az átdolgozott külső a klasszikus Williams-színekre hasonlított inkább, fehér alapon kék csíkkal és fekete szponzori feliratokkal.
A szezonnyitó osztrák nagydíjat jól kezdte a csapat, bár lassúak voltak, de egyáltalán nem volt akkora a lemaradásuk. Az időmérő edzésen Russell éppen hogy csak nem jutott be a Q2-be. A versenyen aztán a rengeteg műszaki probléma miatti kiesés őt is elérte, Latifi viszont élete első futamát a 11. helyen zárta, épphogy lemaradva a pontszerzőktől. Az időmérő edzéseken nem szerepelt rosszul a csapat, Russell részéről folyamatos volt a Q2-be jutás, sőt a magyar nagydíjon mindkét Williams továbbjutott. A versenytempó azonban nem volt az igazi, emiatt a pontszerzésért küzdöttek egész évben. Russell az olasz nagydíjon volt nagyon közel a 10. helyhez, de nem sikerült megelőznie Sebastian Vettelt; illetve az Emilia-Romagna nagydíjon, ahol a szinte biztosnak mondható pontszerzést dobta el azzal, hogy a biztonsági autó mögötti gumimelegítése során megcsúszott és a falnak csapta az FW43-ast.
A csapat legjobb eredményét Bahreinben érte el, egy 12. és egy 14. hellyel. A Szahír Nagydíjon az átmenetileg a Mercedeshez helyettesként beugró Russell helyett Jack Aitken ugrott be (aki gokartos rajtszáma után a 89-est választotta). Élete első versenyén 16. helyen végzett, úgy, hogy a futam során éppen a boxutca bejárat előtt megcsúszott, és nekivágódott a falnak - csodával határos módon az incidenst megúszta annyival, hogy letörött az első szárnya és épp be tudott jönni cserélni, az incidens pedig kihatással volt a futam végeredményére is, ugyanis épp Russell biztosnak látszó futamgyőzelme veszett oda közvetetten emiatt. Miután a szezonzáró futamon sem sikerült pontot szerezniük, a csapat nulla ponttal zárta az évet, ami az első ilyen eset volt a Williams történetében.

## FW43B: a 2021-es szezon
A 2021-es szezonnak az előző évi autó kismértékben átalakított változatával kezdtek neki. A csapat régi hagyományai szerint a kasztni az FW43B elnevezést kapta. Az autó bemutatójára egy különleges mobiltelefonos alkalmazással szerettek volna sort keríteni, amelynek köszönhetően kiterjesztett valóság (AR) keretén belül debütált volna az autó, ám a szoftvert feltörték, így csak hagyományos bemutatóra kerülhetett sor.
Külsőre a legszembetűnőbb változás mindenképpen az új festés volt: a kocsi hátulja mintázatos királykék-fekete lett, az eleje fehér, a kettő között pedig az 1990-es évek Williams-autóira emlékeztető sárga csíkok voltak láthatók. Az orr a festés okozta optikai illúziónak köszönhetően hegyesnek látszik. Sir Frank Williams halálát követően az autók festése a szaúd-arábiai nagydíjon megváltozott, és a legendás csapatfőnök nevét írták fel az oldaldobozokra. A szezonzáró futamon a "King's Man: A kezdetek" című filmet promotálva megjelentek az autókon annak reklámjai.

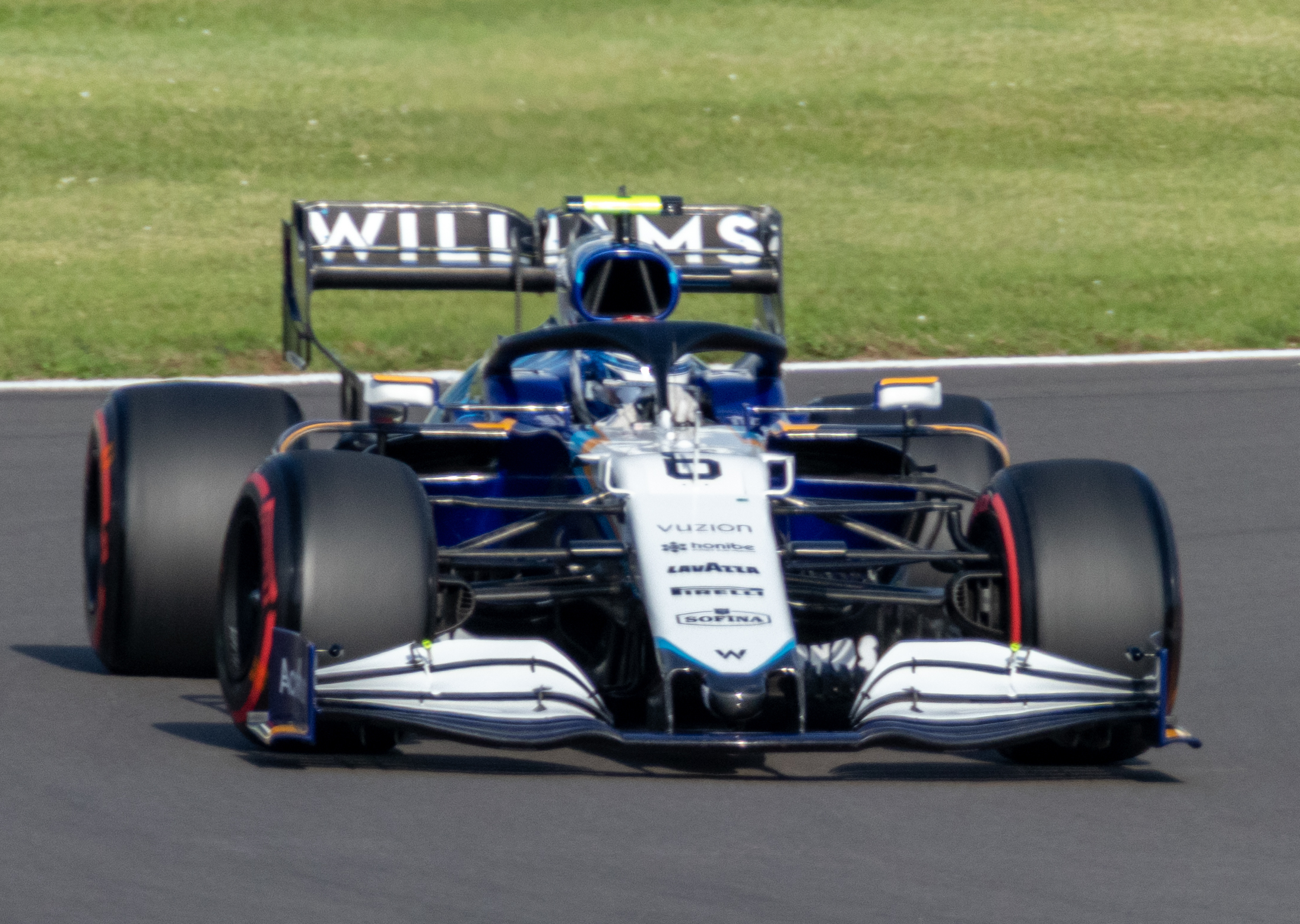
Williams FW43B

Ebben az évben a csapat már lényegesen jobb eredményeket szállított, mint korábban. Annak ellenére is, hogy már a tesztek alatt bebizonyosodott, hogy az autó rendkívül érzékeny a szélre. Russell rendszeresen bejutott az időmérő edzéseken a Q2-be, sőt a brit nagydíjon már a Q3-ba is - a futamokon viszont sorozatos balszerencsék miatt rendre kicsúszott a pontszerzők közül. A magyar nagydíjon aztán mind Russell, mint Latifi pontot szereztek - a csapat a 2019-es német nagydíjon szerzett utoljára pontot, kettős pontszerzés pedig utoljára a 2018-as olasz nagydíjon volt. Russell a futam után el is sírta magát, amikor interjút készítettek vele. Belgiumban ismét kettős pontszerzést ünnepelhetett a csapat: szombaton Russell a változó körülmények között a második helyet szerezte meg az időmérő edzésen, a verseny pedig a szakadó eső miatt mindössze két körig tartott, így ezen a helyen is intették őt le; Latifi, bár nem jutott be a Q3-ba, az előle kieső versenyzők miatt kilencedik lett.
A csapat ezt követően lényegesen jobban teljesített, mint korábban, Oroszországban Russell a harmadik helyre kvalifikált, ám a kaotikus versenyen végül csak a tizedik helyen ért célba. A török nagydíjon felejthető teljesítményt nyújtottak, Amerikában pedig Russell eleve a mezőny végéről rajtolt, motorcsere miatt: Latifi jónak tűnő versenye már az első kanyarban megpecsételődött egy koccanás miatt, aminek köszönhetően első szárnyat kellett cserélni az autóján, de még így is a 15. helyen ért célba. Az idény vége felé aztán a csapat ismét elkezdett gyengülni, a pontszerzéstől is messze voltak, még ha jó rajthelyről is indultak, hamar visszaestek. A szezonzárón kettős kiesést könyveltek el (Latifi ütközése a futam és a világbajnokság végeredményére is kihatással volt), de a csapat még így is a konstruktőri nyolcadik helyen végzett.

## Eredmények
| Év   | Csapatok                | Kasztni | Motor                              | Gumik | Pilóták         | Nagydíjak | Nagydíjak | Nagydíjak | Nagydíjak | Nagydíjak | Nagydíjak | Nagydíjak | Nagydíjak | Nagydíjak | Nagydíjak | Nagydíjak | Nagydíjak | Nagydíjak | Nagydíjak | Nagydíjak | Nagydíjak | Nagydíjak | Nagydíjak | Nagydíjak | Nagydíjak | Nagydíjak | Nagydíjak | Pontok | Helyezés |
| ---- | ----------------------- | ------- | ---------------------------------- | ----- | --------------- | --------- | --------- | --------- | --------- | --------- | --------- | --------- | --------- | --------- | --------- | --------- | --------- | --------- | --------- | --------- | --------- | --------- | --------- | --------- | --------- | --------- | --------- | ------ | -------- |
| 2020 | (ROKiT) Williams Racing | FW43    | Mercedes-AMG F1 M11 EQ Performance | P     |                 | AUT       | STY       | HUN       | GBR       | 70A       | ESP       | BEL       | ITA       | TUS       | RUS       | EIF       | POR       | EMI       | TUR       | BHR       | SKH       | ABU       |           |           |           |           |           | 0      | 10.      |
| 2020 | (ROKiT) Williams Racing | FW43    | Mercedes-AMG F1 M11 EQ Performance | P     | Nicholas Latifi | 11        | 17        | 19        | 15        | 19        | 18        | 16        | 11        | KI        | 16        | 14        | 18        | 11        | KI        | 14        | KI        | 17        |           |           |           |           |           | 0      | 10.      |
| 2020 | (ROKiT) Williams Racing | FW43    | Mercedes-AMG F1 M11 EQ Performance | P     | George Russell  | KI        | 16        | 18        | 12        | 18        | 17        | KI        | 14        | 11        | 18        | KI        | 14        | KI        | 16        | 12        |           | 15        |           |           |           |           |           | 0      | 10.      |
| 2020 | (ROKiT) Williams Racing | FW43    | Mercedes-AMG F1 M11 EQ Performance | P     | Jack Aitken     |           |           |           |           |           |           |           |           |           |           |           |           |           |           |           | 16        |           |           |           |           |           |           | 0      | 10.      |
| 2021 | Williams Racing         | FW43B   | Mercedes-AMG F1 M12 E-Performance  | P     |                 | BHR       | EMI       | POR       | ESP       | MON       | AZE       | FRA       | STY       | AUT       | GBR       | HUN       | BEL       | NED       | ITA       | RUS       | TUR       | USA       | MXC       | SAP       | QAT       | SAU       | ABU       | 23     | 8.       |
| 2021 | Williams Racing         | FW43B   | Mercedes-AMG F1 M12 E-Performance  | P     | Nicholas Latifi | 18 †      | KI        | 18        | 16        | 15        | 16        | 18        | 17        | 16        | 14        | 7         | 9         | 16        | 11        | 19 †      | 17        | 15        | 17        | 16        | KI        | 12        | KI        | 23     | 8.       |
| 2021 | Williams Racing         | FW43B   | Mercedes-AMG F1 M12 E-Performance  | P     | George Russell  | 14        | KI        | 16        | 14        | 14        | 17 †      | 12        | KI        | 11        | 12        | 8         | 2         | 17†       | 9         | 10        | 15        | 14        | 16        | 13        | 17        | KI        | KI        | 23     | 8.       |

- † – Nem fejezte be a futamot, de rangsorolva lett, mert teljesítette a versenytáv 90%-át.

## Fordítás
Ez a szócikk részben vagy egészben  a   Williams FW43 című angol Wikipédia-szócikk ezen változatának fordításán alapul.  Az eredeti cikk szerkesztőit annak laptörténete sorolja fel. Ez a jelzés csupán a megfogalmazás eredetét és a szerzői jogokat jelzi, nem szolgál a cikkben szereplő információk forrásmegjelöléseként.